# Podul feroviar peste DN1 de la Câmpina
Podul feroviar peste DN1 de la Câmpina este un pod din beton situat la km 0+609 de pe fosta cale ferată Câmpina–Telega. Podul, de tip cu grinzi simplu rezemate,  a fost construit peste râul Prahova și drumul național 1 (DN1) pentru a face legătura între orașul Câmpina și comuna Poiana Câmpina, respectiv gara Câmpina. Podul a fost scos din uz în anul 2013.

## Istoric
Calea ferată Câmpina–Telega a fost inaugurată în anul 1883, iar principalele poduri de pe această linie erau cele peste râurile Prahova și Doftana, realizate de inginerul Elie Radu. Cele două poduri aveau suprastructura metalică, de tip grinzi cu zăbrele cu calea sus, sprijinită pe pile din zidărie de piatră.
În 1965, institutul de proiectare IPTANA a întocmit un studiu tehnico-economic care propunea construcția pe un aliniament nou a DN1 în zona orașului Câmpina. În acel moment drumul traversa orașul, iar proiectanții au propus înscrierea unui traseu nou de-a lungul albiei râului Prahova. Acesta urma să elimine serpentinele de urcare în Câmpina, traversarea orașului și trecerea la nivel cu calea ferată spre Telega. Construcția acestei variante de ocolire a impus și demolarea vechiului pod metalic peste râul Prahova al căii ferate Câmpina–Telega și realizarea unuia nou, mai lung și mai înalt. Acesta a fost finalizat în 1974. A fost aleasă soluția unui viaduct cu șase deschideri, cu albia minoră a râului Prahova amenajată între pilele P2 și P3.
Conform livretelor de marfă, pe secțiunea de linie cuprinsă între km 0,0 (gara Câmpina) și km 2,1 (gara Câmpinița) pe care era amplasat podul, viteza de circulație pentru trenurile marfare era de 30 km/h, în timp ce tonajul maxim admisibil era de 1300 tone (pentru tracțiune 060DA), respectiv 1000 tone (pentru tracțiune 040DHC).
Podul era traversat zilnic de convoaie de marfă care asigurau cu materie primă și piese de schimb platformele industriale din oraș sau transportau țiței, uleiuri parafinoase și parafină înspre și de la Rafinăria Câmpina. Pe pod circulau și două perechi de trenuri de pasageri pe zi, programate la ore accesibile navetiștilor care lucrau în unitățile industriale câmpinene.
În timp s-a dovedit că noul pod feroviar peste Prahova este problematic. Din cauza fundării pilei 5 a acestuia „într-un strat de pietriș cu bolovăniș, sub care se găsește un strat de sare compactă, și a existenței unui curent de apă subteran ce trece oblic pe sub latura din amonte a pilei”, reprezentanții CFR au constatat încă din 1985 rotiri ale acesteia. În 1995, podul a fost luat în evidență ca punct periculos de gradul I și a fost monitorizat permanent, fiind expertizat de două ori, în 2000 și 2015.
După 1990, odată cu declinul industrial al orașului, transportul feroviar de marfă pe calea ferată Câmpina–Telega a scăzut, iar din 2009, când a fost închisă și rafinăria „Steaua Română”, traficul de marfă pe linie a devenit unul ocazional.
Din cauza agravării situației pilei 5 a podului, pe data de 24 septembrie 2013 s-a decis închiderea completă a circulației feroviare între Câmpina și Câmpinița. În 2016, Căile Ferate Române au decis alocarea sumei de 100.000 de lei fără TVA pentru „proiectare lucrări consolidare pod km 0+609, linia 312 Câmpina - Campinița”. În 2017, deși lucrarea a fost menționată în Programul de Achiziții Sectoriale al Sucursalei Regionale CF București, nu au fost alocate fonduri.
În 2018, în urma amplificării rotirii și înfundării în stratul de sare a pilei 5, reprezentanții CFR au evaluat „condițiile tehnice necesare pentru dezafectarea elementelor din beton armat, componente ale tablierului pe zona adiacentă deschiderilor 5 și 6, adică zona pe care podul supratraversează DN1”. În iunie 2018, Sucursala Regională CF București – Divizia Linii din cadrul Companiei Naționale de Căi Ferate CFR SA a demarat o procedură de achiziție în valoare de 50.000 de lei pentru expertizarea tehnică și realizarea documentației de avizare a lucrărilor de intervenție la podul feroviar peste Prahova și DN1. Caietul de sarcini preciza că „viteza de deplasare/rotire a pilei nr. 5 are o evoluție defavorabilă, existând riscul de pierdere a stabilității structurii și de prăbușire a grinzilor ce se sprijină pe pila nr. 5, peste DN1” și sugera a se „dezafecta tablierele aferente deschiderilor 5 și 6”. Documentația a fost întocmită de societatea SC Pod Proiect SRL din Iași, urmând ca atribuirea lucrărilor să se facă prin „negociere fără invitație prealabilă la o procedură concurențială de ofertare”. Procedura de achiziție a fost anulată, deoarece nici o companie nu s-a arătat interesată să participe.
Între timp, calea ferată Câmpina-Telega a intrat în procedura de clasare în Lista Monumentelor Istorice, la solicitarea Asociației Cultural-Educative pentru Protejarea și promovarea Patrimoniului Tehnic, Științific și Istoric „Suntem România!”.